# NGC 2376
NGC 2376 is een spiraalvormig sterrenstelsel in het sterrenbeeld Tweelingen. Het hemelobject werd op 10 november 1864 ontdekt door de Duitse astronoom Albert Marth.

## Synoniemen
- MCG 4-18-17
- ZWG 117.39
- IRAS07235+2310
- PGC 21015